# Araneus boesenbergi
Araneus boesenbergi este o specie de păianjeni din genul Araneus, familia Araneidae. A fost descrisă pentru prima dată de Fox, 1938. Conform Catalogue of Life specia Araneus boesenbergi nu are subspecii cunoscute.